# Jaguar XK120
Jaguar XK120 er en sportsvogn, der blev fremstillet af Jaguar mellem 1948 og  1954. Det var Jaguars første sportsvogn siden produktionen af SS 100 ophørte i 1939.
XK120 er meget efterspurgt blandt bilsamlere. I 2016 blev der solgt et venstrestyret eksemplar med matchende numre - én blandt kun 184 produceret - for $396.000, hvilket er det hidtil højeste beløb for en XK120.